# Furnica
Furnica – wieś w Rumunii, w okręgu Konstanca, w gminie Dumbrăveni. W 2011 roku liczyła 90 mieszkańców.